# Real Unión Club
Maillots
Actualités
Le Real Unión Club est un club de football espagnol, basé à Irun au Pays basque, dans la province de Guipuscoa.
Le club évolue actuellement en troisième division. Fondé en 1902 sous le nom de "Irún Football Club", le club, devenu "Irún Sporting Club", se scinde en deux 1908, et voit l'émergence du "Racing Club de Irún". Cette division dura six ans, jusqu'à ce qu'en 1915, les différends soient réglés et la réunification réalisée, le club adoptant le nom de "Unión Club", avec le titre de "Real", accordée par Alfonso XIII deux ans plus tôt. L'équipe première évolue au  Stadium Gal, d'une capacité de 6 344 spectateurs.
Le Real Unión est un club historique du football espagnol, il a été l'un des dix clubs fondateurs du championnat de la Ligue nationale en 1929 et compte quatre titres de Copa del Rey. Malgré cela, il n'a joué que quatre saisons en première division. Son âge d'or a duré jusqu'au début des années 1930, lorsque le professionnalisme a fait son entrée dans le monde du football et que les clubs des capitales provinciales, comme la Real Sociedad, ont commencé leur domination.

## Histoire
| \| Irun \| Emplacement de Irun, en Espagne. |
| Irun                                        |

Le 15 mai 1927, lors de la finale de la Coupe entre Real Unión Club et Arenas Club de Getxo a lieu la première diffusion d'un match de football à la radio.
Le Real Unión Club évolue en première division pendant quatre saisons, de 1929 à 1932. Il fait partie des dix membres fondateurs de la Liga lors de la saison 1929. Le Real Unión Club obtient son meilleur classement en première division lors de la saison 1929-1930, où il se classe 6e du championnat, avec 6 victoires, 5 matchs nuls et 7 défaites.
Le Real Unión Club évolue également pendant dix saisons en deuxième division : de 1932 à 1942, puis lors de la saison 1958-1959, et ensuite lors de la saison 1964-1965. En 2009, après de longs play-offs, le Réal Union réussit à s'imposer face à Alcorcón, et accède donc à nouveau en Segunda División (deuxième division). Le club est toutefois relégué à l'issue de la saison.
Le 11 novembre 2008, le club qui évolue alors en Segunda División B (troisième division), réussit l'exploit d'éliminer le Real Madrid lors des seizièmes de finale de la Coupe d'Espagne (victoire 3-2 lors du match aller, défaite 4-3 lors du match retour). Le club madrilène est éliminé en raison du plus grand nombre de buts inscrits à l'extérieur par Irun. Le Real Unión est éliminé au tour suivant par le Betis Séville.

## Palmarès et résultats
- Coupe d'Espagne
  - Vainqueur : 1913, 1918, 1924, 1927
  - Finaliste : 1922

## Saisons
| Primera División   | 4  |
| Segunda División   | 10 |
| Segunda División B | 26 |
| Tercera División   | 40 |

## Identité du club

### Noms
- Irún Football Club (1902-1906) Nom officiel à sa fondation.
- Irún Sporting Club (1906-1915) Incorporation de nouvelles sections sportives.
- Racing Club de Irún (1908-1913) Séparation du Irún Sporting Club.
- Real Racing Club de Irún (1913-1915) Titre de "Real" accordé par Alfonso XIII.
- Real Unión Club de Irún (1915-1931) Nom officiel après la fusion.
- Unión Club de Irún (1931-1940) La Seconde République espagnole est proclamée et tous les symboles ou allusions monarchiques sont éliminés.
- Real Unión Club de Irún (1940-2008) A la fin de la période franquiste, les références à la monarchie sont rétablies.
- Real Unión Club, S. A. D. : (2008-Act.) Conversion de l'entité en Sociedad anónima deportiva (S. A. D.).

### Logo
Le logo du club a très peu changé depuis sa fondation et consiste en un cercle contenant les initiales "U", "C" et "I", avec la couronne royale au sommet.

### Couleurs et maillot
Le club porte depuis sa fondation un maillot traditionnel blanc avec un short et des chaussettes noirs

## Personnalités du club

### Joueurs emblématiques
Le premier but du premier match international de l'histoire de Équipe d'Espagne de football, disputé aux Jeux olympiques d'Anvers, a été marqué le 28 août 1920 contre le Danemark par un joueur du Pays basque, Patricio Arabolaza.
- Iñaki Descarga
- Román Emery
- Javier Irureta
- Roberto López Ufarte
- Patricio Arabolaza
- Mikel Alonso
- Yuri Berchiche
- Santiago Urtizberea
- Manuel Anatol
- René Petit

## Structures du club

### Structures sportives
Le club évolue au Stadium Gal, construit en 1926, qui est situé à moins de 500 mètres de distance de la frontière franco-espagnole, face à l'Île des Faisans, par ailleurs le plus petit condominium au monde.